# Rhett Gardner
Rhett Gardner, född 28 februari 1996, är en kanadensisk professionell ishockeyforward som spelar för Dallas Stars i National Hockey League (NHL). Han har tidigare spelat för Texas Stars i American Hockey League (AHL); North Dakota Fighting Hawks i National Collegiate Athletic Association (NCAA) och Green Bay Gamblers i United States Hockey League (USHL).
Gardner draftades av Dallas Stars i fjärde rundan i 2016 års draft som 116:e spelare totalt.

## Statistik
| 2009–2010   | Moose Jaw Warriors          | SAAHL       | 20  | 13 | 12 | 25 | 52  | 3 | 1 | 0 | 1 | 4  |
| 2010–2011   | Moose Jaw Warriors          | SAAHL       | 22  | 27 | 14 | 41 | 84  | 4 | 1 | 3 | 4 | 24 |
|             | Moose Jaw Generals          | SMAAAHL     | 10  | 2  | 3  | 5  | 12  | 2 | 0 | 0 | 0 | 0  |
| 2011–2012   | Moose Jaw Generals          | SMAAAHL     | 41  | 19 | 11 | 30 | 53  | 9 | 4 | 2 | 6 | 2  |
| 2012–2013   | Moose Jaw Generals          | SMAAAHL     | 35  | 27 | 21 | 48 | 24  | 2 | 1 | 0 | 1 | 2  |
| 2012–2013   | Green Bay Gamblers          | USHL        | 1   | 0  | 0  | 0  | 0   | — | — | — | — | —  |
| 2013–2014   | Okotoks Oilers              | AJHL        | 52  | 13 | 24 | 37 | 82  | 5 | 1 | 1 | 2 | 6  |
| 2014–2015   | Okotoks Oilers              | AJHL        | 54  | 24 | 30 | 54 | 119 | 7 | 1 | 5 | 6 | 14 |
| 2015–2016   | North Dakota Fighting Hawks | NCAA        | 41  | 11 | 7  | 18 | 52  | — | — | — | — | —  |
| 2016–2017   | North Dakota Fighting Hawks | NCAA        | 38  | 8  | 13 | 21 | 69  | — | — | — | — | —  |
| 2017–2018   | North Dakota Fighting Hawks | NCAA        | 33  | 7  | 13 | 20 | 48  | — | — | — | — | —  |
| 2018–2019   | North Dakota Fighting Hawks | NCAA        | 37  | 8  | 7  | 15 | 71  | — | — | — | — | —  |
|             | Texas Stars                 | AHL         | 11  | 4  | 1  | 5  | 4   | — | — | — | — | —  |
| 2019–2020   | Dallas Stars                | NHL         | 1   | 0  | 0  | 0  | 0   | — | — | — | — | —  |
| NHL totalt  | NHL totalt                  | NHL totalt  | 1   | 0  | 0  | 0  | 0   | — | — | — | — | —  |
| NCAA totalt | NCAA totalt                 | NCAA totalt | 149 | 34 | 40 | 74 | 240 | — | — | — | — | —  |